# Mazzy Star
Mazzy Star es una banda estadounidense de rock alternativo formada en 1989 en Santa Mónica, California, por David Roback y Kendra Smith, exintegrantes del grupo musical Opal. Posteriormente, Smith dejaría la banda, siendo reemplazada por su amiga Hope Sandoval en el rol de vocalista.
Se hicieron conocidos con su canción «Fade into You», que les reportó gran éxito a mediados de los años 1990. Roback y Sandoval eran el centro creativo de la banda, con Sandoval escribiendo las letras y Roback componiendo la música.
En julio de 2009 Hope Sandoval declaró que la banda no solo no estaba disuelta, sino que tenía "casi terminado" un disco nuevo, aunque desconocía si se iba a publicar algún día. En el año 2012 la banda anunció algunos conciertos así como la salida de un nuevo disco, que salió a la venta el 24 de septiembre de 2013.

## Miembros
- Hope Sandoval - vocales, armónica, letras
- David Roback - guitarra
- Jill Emery - bajo
- Keith Mitchell - batería
- Suki Ewers - teclados
- William Cooper (de nombre real Will Glenn) (1957-2001) - teclados, violín

## Discografía
- She Hangs Brightly (1990)
- So Tonight That I Might See (1993)
- Among My Swan (1996)
- Seasons of Your Day (2013)

## Canciones en otros medios
Varias de las canciones del grupo han aparecido en películas y series de televisión. Además, «Into Dust» se utilizó para el tráiler del videojuego de 2011 Gears of War 3.
| Canción                        | Serie de televisión | Película |
| ------------------------------ | --- | --- |
| «Fade Into You»                | «Hijos e hijas» (Sin rastro) Alias Gilmore Girls Roswell Ray Donovan Dopesick My Mad Fat Diary                                                                   | Angus (1995) Starship Troopers (1997) Lord of War (2005) Swept Away Chasing Mavericks (Persiguiendo Mavericks) 2012 |
| «Blue Light»                   | | Chasing Mavericks (Persiguiendo Mavericks) 2012                                                                     |
| «Into Dust»                    | «La escapada» (The O.C.) «Consentimiento informado» (Dr. House) «Un caballero para recordar» (Embrujadas) «Fiebre» (Moonlight) «Mayday» (El cuento de la criada) | In My Father's Den                                                                                                  |
| «Rhymes of an Hour»            | | Belleza robada (1996) The Cold Lands (2013) Trailer For All Mankind(2022) S03E05                                    |
| «Flowers in December»          | | Wicker Park (2004) Down in the Valley                                                                               |
| «All Your Sisters»             | | Down in the Valley                                                                                                  |
| «Happy»                        | | Down in the Valley                                                                                                  |
| «Fade into You»                | My Mad Fat Diary | |
| «Tell me Now»                  | | Batman Forever (1995)                                                                                               |
| «Look On Down From the Bridge» | «Meadowlands» (Los Soprano) «Rick Potion No. 9» (Rick y Morty)                                                                                                   | |
| «Five String Serenade»         | «The End of the F***ing World» E 01*03 (The End of the F***ing World)                                                                                            | |